# ABA All-Time Team
Per celebrare il trentesimo anniversario dalla nascita della American Basketball Association il 23 agosto 1997, ad Indianapolis, vennero annunciati i 30 più importanti e influenti giocatori che avessero mai giocato nella ABA: l'ABA All-Time Team.
La squadra venne votata da una giuria composta da 50 fra giornalisti della carta stampata e delle televisioni che avevano scritto e trasmesso partite dell'ABA, arbitri (10), proprietari (6), general manager (inclusi 2 commissioners ABA), statistici e tifosi selezionati, mentre furono esclusi dal voto i giocatori che fecero parte della federazione.
7 giocatori vennero votati all'unanimità con 50 voti: Roger Brown, Louie Dampier, Mel Daniels, Julius Erving, George Gervin, Artis Gilmore, Dan Issel.
Tutti e 7 sono stati inseriti nella Naismith Hall of Fame, e 16 giocatori su 30 dell'ABA All-Time Team ne fanno attualmente parte.
5 giocatori vennero inseriti l'anno precedente anche tra i 50 migliori giocatori del cinquantenario della NBA: Rick Barry, Billy Cunningham, Julius Erving, George Gervin e Moses Malone.
Nell'occasione vennero annunciati anche il Most Valuable Player di sempre e il miglior allenatore di sempre della Lega: premi vinti rispettivamente da Julius Erving (con 46 voti sui 50 totali) e Slick Leonard (con 34 voti sui 50 totali).

## B
- Marvin Barnes (23 voti)
- Rick Barry[1] (39 voti)
- Zelmo Beaty[1] (42 voti)
- Ron Boone (35 voti)
- Roger Brown[1] (50 voti)

## C
- Mack Calvin (41 voti)
- Darel Carrier (24 voti)
- Billy Cunningham[1] (36 voti)

## D
- Louie Dampier[1] (50 voti)
- Mel Daniels[1] (50 voti)

## E
- Julius Erving[1] (50 voti)

## F
- Donnie Freeman (30 voti)

## G
- George Gervin[1] (50 voti)
- Artis Gilmore[1] (50 voti)

## H
- Connie Hawkins[1] (40 voti)
- Spencer Haywood[1] (34 voti)

## I
- Dan Issel[1] (50 voti)

## J
- Warren Jabali (24 voti)
- Jimmy Jones (27 voti)

## L
- Freddie Lewis (38 voti)
- Maurice Lucas (26 voti)

## M
- Moses Malone[1] (30 voti)
- George McGinnis[1] (44 voti)
- Doug Moe (35 voti)

## N
- Bob Netolicky (35 voti)

## P
- Billy Paultz (30 voti)

## S
- Charlie Scott[1] (29 voti)
- James Silas (30 voti)

## T
- David Thompson[1] (28 voti)

## W
- Willie Wise (32 voti)

## Giocatori con più voti che non rientrano nei migliori 30
- Billy Keller (21 voti)
- Larry Brown[1] (19 voti)
- Bobby Jones[1] (19 voti)
- John Williamson (19 voti)
- Red Robbins (18 voti)
- Steve Jones (18 voti)
- Larry Kenon (17 voti)
- Ralph Simpson (17 voti)
- John Brisker (16 voti)
- Joe Caldwell (16 voti)
- Billy Knight (16 voti)
- Caldwell Jones (14 voti)
- Larry Jones (13 voti)

## ABA All-Time MVP
- Julius Erving[1] (46 voti)
- Mel Daniels[1] (2 voti)
- Artis Gilmore[1] (1 voto)
- Connie Hawkins[1] (1 voto)

## ABA All-Time Best Head Coach
- Slick Leonard[1] (34 voti)
- Larry Brown[1] (6 voti)
- Hubie Brown[1]  (4 voti)
- Babe McCarthy (2 voti)
- Bill Sharman[1] (2 voti)
- Al Bianchi (1 voto)
- Bob Bass (1 voto)